# Isabella Stewart Gardner

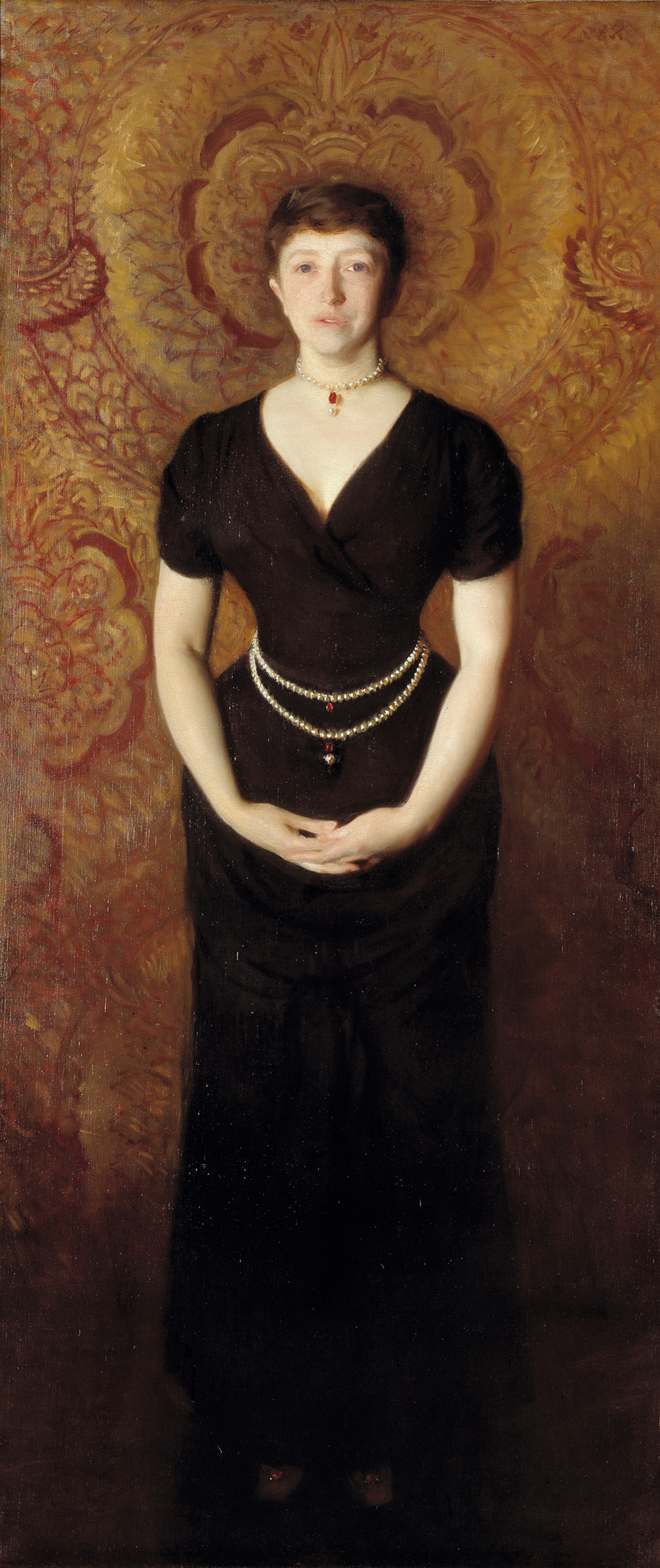
Isabella Stewart Gardner (1888), Porträt von John Singer Sargent

Isabella Stewart Gardner, genannt Mrs. Jack Gardner (* 14. April 1840 in New York City, New York; † 14. Juli 1924 in Boston, Massachusetts) war eine einflussreiche US-amerikanische Kunstsammlerin, Philanthropin und Mäzenin. Sie ist die Begründerin des Isabella Stewart Gardner Museum in Boston, Massachusetts. Gardner war eine Sponsorin der epochalen Armory Show 1913.

## Leben
Die Tochter von David und Adelia (Smith) Stewart heiratete im Alter von 20 Jahren den reichen Bostoner Reeder und Finanzinvestor John Lowell Gardner (1837–1898), genannt Jack (und sie „Mrs. Jack“).
Jack und Isabella hatten einen Sohn, John Lowell III, der im Alter von noch nicht zwei Jahren im März 1865 starb. Danach widmete sich das Paar vorrangig dem Reisen und der Kunst, ab 1875 allerdings auch den drei verwaisten halbwüchsigen Söhnen von Jacks Bruder Joseph.
Isabella galt als äußerst dynamische, exzentrische Persönlichkeit, die die Klatschspalten der Bostoner Zeitungen beschäftigte.
Zu ihrem Freundeskreis zählten John Singer Sargent, James McNeill Whistler, Anders Zorn, Henry James, Okakura Kakuzō und Francis Marion Crawford.